# Лема про накачку для регулярних мов
Лема про накачку для регулярних мов формулюється так: Нехай L — регулярна мова. Існує константа n (залежна від L), для якої кожен ланцюжок {\displaystyle w} з мови L, який задовільняє нерівність {\displaystyle |w|\geq n}, можна розбити на ланцюжки {\displaystyle w=xyz} так, що виконуються наступні умови:
1. {\displaystyle y\neq \varepsilon }
2. {\displaystyle |xy|\leq n}
3. {\displaystyle \forall k\geq 0,xy^{k}z\in L}

Це означає, що завжди можна знайти такий ланцюжок {\displaystyle y} недалеко від початку ланцюжка {\displaystyle w}, який можна «накачати». Таким чином якщо ланцюжок y повторити будь-яку кількість разів або видалити (при {\displaystyle k=0}), то результуючий ланцюжок все одно буде належати мові L.